# Mayflower Park Hotel
El Mayflower Park Hotel en Seattle, Washington, es un hotel construido en 1927 que afirma ser el hotel en funcionamiento continuo más antiguo del centro de Seattle. Su fachada incluye extensos detalles de terracota.
Fue inaugurado en 1927 como el Bergonian, construido por Stefan Berg, un destacado constructor de Seattle que anteriormente había construido una serie de otros hoteles en la ciudad, así como casas familiares. Con 240 cuartos, fue construido en seis meses a un costo de $750,000.
Ahora es un hotel de 160 habitaciones, y cuenta con seis salas de reuniones y banquetes. El hotel pasó a llamarse Mayflower en 1974 después de que se comprara por $ 1.1 millones por una sociedad limitada que le dio el control a Marie y Birney Dempcy. El Mayflower Park anteriormente había estado en ejecución hipotecaria y necesitaba reparaciones, lo que requería una renovación extensa.
Se encuentra junto al Westlake Center, un centro comercial y un complejo de oficinas que se construyó en la década de 1980 y tiene una conexión directa entre los edificios. El plan de construcción del centro comercial originalmente incluía la demolición del hotel, pero se salvó gracias a una demanda del grupo propietario.
Es miembro de Historic Hotels of America y fue nombrado "Mejor hotel histórico (76-200 habitaciones)" en los Premios a la excelencia de hoteles históricos de 2017.

## enlaces externos
- Mayflower Park Hotel, sitio oficial
- </img>

- Datos: Q56426826
- Multimedia: Mayflower Park Hotel / Q56426826